# Museo Peabody de Arqueología y Etnología

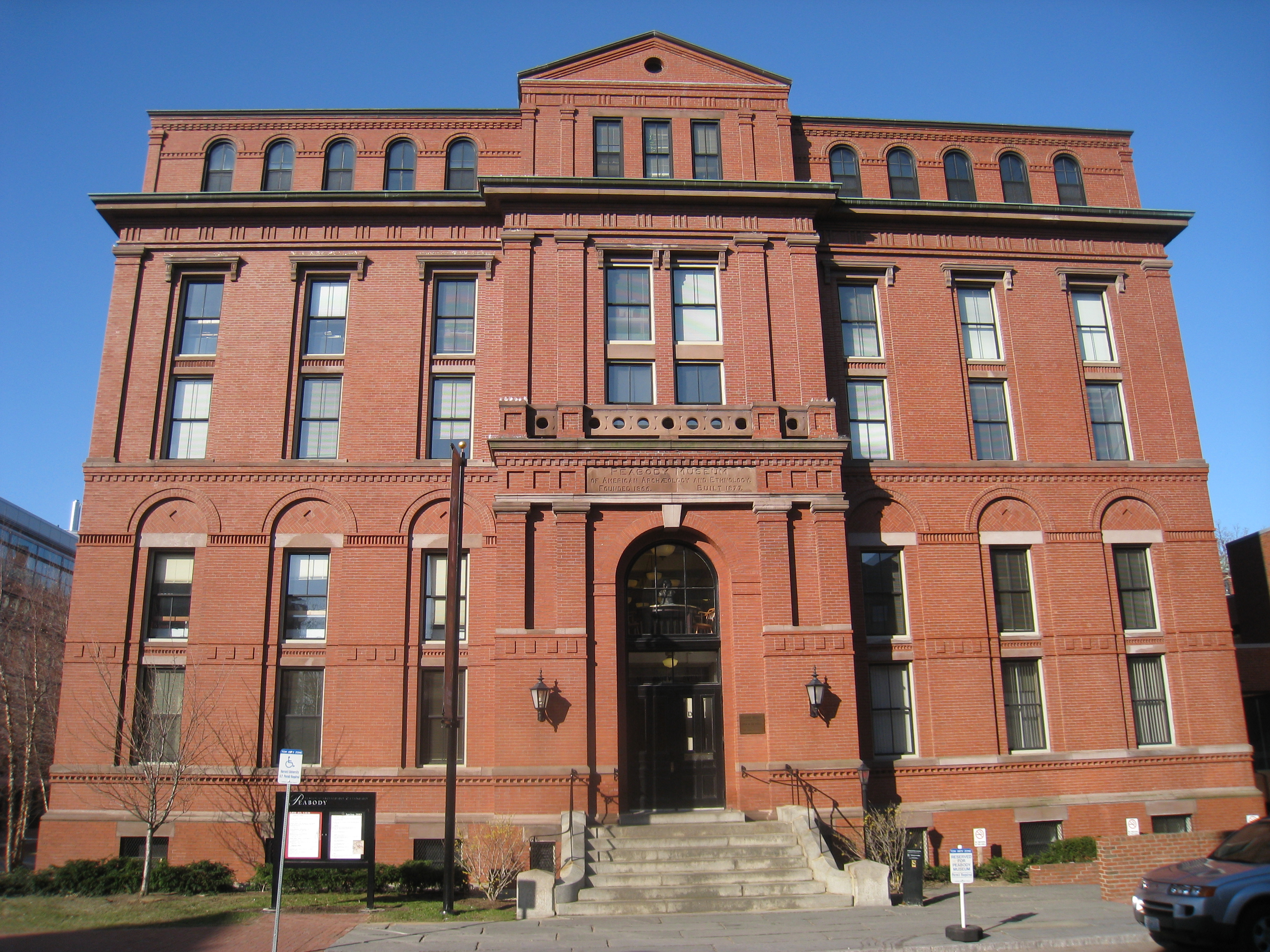
Fachada principal del Museo Peabody, en la Universidad de Harvard

El Museo Peabody de Arqueología y Etnología es un recinto afiliado a la Universidad de Harvard situado en  Cambridge (Massachusetts), en los Estados Unidos.
Fundado en 1866, el museo abrió su nuevo edificio en 1877 y es uno de los más antiguos y reconocidos museos especializados en material antropológico y muy particularmente en etnografía y arqueología de Mesoamérica.
Posee un archivo de más de 500.000 imágenes relacionadas con sus famosas colecciones. El museo en cuestión comparte su viejo edificio con el Museo de Historia Natural de Harvard.

## Exposiciones permanentes
En las salas del museo son expuestas de manera permanente piezas y artefactos provenientes de yacimientos arqueológicos mesoamericanos.  También se exhiben textos y muestras relacionadas con la historia de los pueblos indígenas de América del Norte y un buen número de objetos de las islas del océano Pacífico.

Las colecciones y documentación asociada están disponibles para la enseñanza, investigación, publicación, exposición, reproducción de técnicas indígenas, y proyectos artísticos.
Nota del Museo